# ألفرد ماركس
ألفرد ماركس (بالإنجليزية: Alfred Marks)‏ هو ممثل بريطاني (وحمل سابقاً جنسية المملكة المتحدة لبريطانيا العظمى وأيرلندا)، ولد في 28 يناير 1921 في المملكة المتحدة، وتوفي بنفس المكان في 1 يوليو 1996.

## وصلات خارجية
- ألفرد ماركس على موقع IMDb (الإنجليزية)
- ألفرد ماركس على موقع ميوزك برينز (الإنجليزية)
- ألفرد ماركس على موقع قاعدة بيانات الفيلم (الإنجليزية)